# Himalájai bülbül
A himalájai bülbül (Pycnonotus leucogenys) a madarak osztályának verébalakúak (Passeriformes) rendjébe, a bülbülfélék (Pycnonotidae) családjába tartozó faj.
Magyar neve forrással nincs megerősítve, lehet, hogy angol név tükörfordítása (Himalayan Bulbul).

## Előfordulása
Afganisztán, Bhután, India, Nepál, Pakisztán és Tádzsikisztán területén honos.

## Alfajai
- Pycnonotus leucogenys dactylus
- Pycnonotus leucogenys humii
- Pycnonotus leucogenys leucogenys
- Pycnonotus leucogenys mesoptamia
- Pycnonotus leucogenys mesoptamiae

## Megjelenése
Testhossza 18 centiméter, szárnyfesztávolsága 25–28 centiméter, testtömege pedig 29–38 gramm.
|  |